# Nectine 4
La nectine 4 est une protéine dont le gène est NECTIN4 situé sur le chromosome 1 humain.

## Rôles
Il permet la fixation du virus de la rougeole.

## En médecine
Une mutation du gène donne un syndrome association syndactylie, alopécie et anomalies dentaires.
Il est exprimé dans certains cancers et semble favoriser la prolifération et les métastases.

## Cible thérapeutique
L'enfortumab est un anticorps monoclonal dirigé contre la nectine 4. Il est couplé à la védotine, un anti mitotique, lui permettant d'agir directement sur les cellules porteuses de cette protéine. Cette combinaison est active dans le carcinome urothélial avancé ou métastatique.